# Rasputin (canción)
«Rasputin» es una canción Disco de Frank Farian, interpretada por el grupo Boney M. grabada en mayo de 1978, apareció por primera vez el 28 de agosto de 1978 en el álbum Nightflight to Venus.
Se trató de una balada semibiográfica sobre la figura histórica de Grigori Rasputín, amigo y consejero del zar Nicolás II de Rusia y de la familia real a principios del siglo XX. Tomó el estereotipo semilegendario de Rasputín como amante, curandero místico y demiurgo político. También incorporó una porción de «Uskudara Gider Iken», una clásica canción del folklore turco. Las partes de batería, así como los gritos estuvieron tomados de la canción instrumental «Dance With The Devil» del baterista inglés Cozy Powell, publicada en 1973. 

## Popularidad
La canción subió a lo más alto de las listas musicales de Alemania y Austria y se convirtió en el n.º 2 en el Reino Unido y Hungría. Debido a su gran popularidad en Rusia, la agrupación decidió realizar el videoclip de esta canción en ese país, y más específicamente en su capital, Moscú: el video incluye escenarios representativos de esta ciudad, como la Plaza Roja, la Catedral de San Basilio y el Kremlin.[cita requerida]
Aunque la letra de la canción original se escribió e interpretó en húngaro (con algunos añadidos en alemán), tuvo gran popularidad en Rusia, donde renovó la popularidad de la figura de Rasputin.[cita requerida]

## Versiones de otros artistas
- En su disco Dilemas, amores y dramas, el grupo español Fangoria interpretó esta canción.
- El grupo español Amistades Peligrosas sampleó este tema en su canción «Satán te invade», en 1993.
- El grupo metal finlandés Turisas contó con una versión de esta canción (2007).
- La agrupación mexicana Banda Mister Junior's grabó una versión en español del tema para su disco Ponte Águila Compa, de 1994.[cita requerida]

## Apariciones
- «Rasputin» apareció en el videojuego Just Dance 2.[cita requerida]
- Este tema musical apareció en el capítulo 5 de la serie Black Mirror, cuando Nida estuvo viendolo en su televisor y el cantante, mientras cantó y bailó, la miró directamente a los ojos y le hizo una sonrisa cómplice.